# Dyan Cannon
Dyan Cannon, właśc. Samille Diane Friesen (ur. 4 stycznia 1937 w Tacoma) – amerykańska aktorka filmowa i telewizyjna, reżyserka, scenarzystka, montażystka i producentka filmowa. Była trzykrotnie nominowana do Oscara.
22 czerwca 1983 otrzymała własną gwiazdę w Alei Gwiazd w Los Angeles znajdującą się przy 6608 Hollywood Boulevard.

## Życiorys

### Wczesne lata
Urodziła się w Tacoma w stanie Waszyngton jako córka Claire (z domu Portnoy) i sprzedawcy ubezpieczeń na życie Bena Friesena. Wychowywała się w wierze żydowskiej, której wyznawczynią była jej matka, imigrantka z Ukrainy, a ojciec był anabaptystą kanadyjskiego pochodzenia mennonickiego. Jej młodszy brat David Friesen został uznanym muzykiem jazzowym. Ukończyła West Seattle High School. Uczęszczała potem do University of Washington. Studiowała aktorstwo pod kierunkiem Sanforda Meisnera. Dorabiała jako modelka.

### Kariera
Po gościnnym występie w seryjnym westernie NBC Bat Masterson jako Mary Lowery w odcinku „Lady Luck” (1959) i jako Diane Jansen w odcinku „The Price of Paradise” (1959) oraz CBS Poszukiwany: Żywy lub martwy (Wanted: Dead or Alive, 1959) z udziałem Steve’a McQueena w 54. odcinku „Vanishing Act” jako Nicole McCready, zadebiutowała na dużym ekranie w biograficznym dramacie kryminalnym Budda Boettichera Wielkość i upadek Legsa Diamonda (The Rise and Fall of Legs Diamond, 1960).
W 1962 wystąpiła na Broadwayu w roli Kathy w komedii Zabawna para z Jane Fondą. Od 4 lutego 1963 do 1 sierpnia 1964 odbyła tournée z broadwayowskim przedstawieniem Jak odnieść sukces w biznesie bez wielkiego wysiłku, gdzie zagrała postać Rosemary Pillkington. W 1967 powróciła na Broadway jako Leona Hastings w komedii Kochanka dziewięćdziesięciu dni.
Za rolę Alice Henderson w komediodramacie Paula Mazursky’ego Bob i Carol i Ted i Alice (Bob & Carol & Ted & Alice, 1969) otrzymała nominację do Oscara w kategorii Najlepsza Aktorka Druplanowa. Jej kolejna kreacja Julie Messinger w komediodramacie Otto Premingera Such Good Friends (1972) była nominowana do Złotego Globu. Z kolei rola Julii Farnsworth w komedii Niebiosa mogą zaczekać (Heaven Can Wait, 1978) przyniosła jej kolejną nominację do Oscara i Złoty Glob dla najlepszej aktorki drugoplanowej.
Była scenarzystką, reżyserką i odtwórczynią głównej roli autobiograficznego dramatu Koniec niewinności (The End of Innocence, 1990).
Była również pierwszą aktorką nominowaną do Oscara, która otrzymała nominację w kategorii Najlepszy Film Aktorski Krótkometrażowy za Number One – projekt, który Cannon sama wyprodukowała, wyreżyserowała, zmontowała i, do którego napisała scenariusz. Jest to historia o nastoletniej, seksualnej ciekawości.
Pojawiała się także na małym ekranie – w jednym z odcinków Beverly Hills 90210 – znajdowała się w tłumie kibiców podczas meczu Lakersów, w serialu Ally McBeal (1997–2000) jako sędzina Jennifer „Whipper” Cone i sitcomie NBC Trzy siostry (2001-2002). W 2005 znalazła się w obsadzie komedii romantycznej Pora na romans (The Boynton Beach Bereavement Club), filmie o starzejących się mieszkańcach Florydy, którzy stracili swoich bliskich.
W 2011 wydała książkę Dear Cary: My Life with Cary Grant.

## Życie osobiste
22 lipca 1965 poślubiła Cary’ego Granta i została jego czwartą żoną. Para doczekała się córki – Jennifer Diane (ur. 26 lutego 1966). 21 marca 1968 rozwiedli się. W kwietniu 1985 wyszła za mąż za prawnika Stanleya Finberga, w 1991 doszło do rozwodu.
Została fanką Los Angeles Lakers.

## Filmografia
| Rok       | Tytuł                                                                | Rola                                    | Reżyser                          |
| --------- | -------------------------------------------------------------------- | --------------------------------------- | -------------------------------- |
| 1960      | Wielkość i upadek Legsa Diamonda (The Rise and Fall of Legs Diamond) | Dixie                                   | Budd Boetticher                  |
| 1960      | This Rebel Breed                                                     | Wiggles                                 | Richard L. Bare, William Rowland |
| 1969      | Bob i Carol i Ted i Alice (Bob & Carol & Ted & Alice)                | Alice Henderson                         | Paul Mazursky                    |
| 1971      | Panie doktorowe (Doctors' Wives)                                     | Lorrie Dellman                          | George Schaefer                  |
| 1971      | Taśmy prawdy (The Anderson Tapes)                                    | Ingrid                                  | Sidney Lumet                     |
| 1971      | The Love Machine                                                     | Judith Austin                           | Jack Haley Jr.                   |
| 1971      | Cenny łup (The Burglars)                                             | Lena                                    | Henri Verneuil                   |
| 1971      | Such Good Friends                                                    | Julie Messinger                         | Otto Preminger                   |
| 1973      | Shamus                                                               | Alexis Montaigne                        | Buzz Kulik                       |
| 1973      | Ostatnie słowo Sheili (The Last of Sheila)                           | Christine                               | Herbert Ross                     |
| 1974      | Child Under a Leaf                                                   | Domino                                  | George Bloomfield                |
| 1974      | Virginia Hill                                                        | Virginia Hill                           | Joel Schumacher                  |
| 1976      | Number One                                                           | Matka Matta                             | Dyan Cannon                      |
| 1978      | Niebiosa mogą zaczekać (Heaven Can Wait)                             | Julia Farnsworth                        | Warren Beatty, Buck Henry        |
| 1978      | Zemsta Różowej Pantery (Revenge of the Pink Panther)                 | Simone Legree                           | Blake Edwards                    |
| 1980      | Honeysuckle Rose                                                     | Viv Bonham                              | Jerry Schatzberg                 |
| 1980      | Od wybrzeża do wybrzeża (Coast to Coast)                             | Madie Levrington                        | Joseph Sargent                   |
| 1982      | Śmiertelna pułapka (Deathtrap)                                       | Myra Bruhl                              | Sidney Lumet                     |
| 1982      | Autor! Autor! (Author! Author!)                                      | Alice Detroit                           | Arthur Hiller                    |
| 1984      | Mistrzyni gry /Być najlepszą (Master of the Game, miniserial TV)     | Kate McGregor-Blackwell                 | wg Sidneya Sheldona              |
| 1985      | Prywatna wojna Jenny (Jenny's War, TV)                               | Jenny Baines                            | Steve Gethers                    |
| 1985      | Król Artur (Arthur the King (Merlin & the Sword), TV)                | Katherine                               | Clive Donner                     |
| 1988      | Rockandrollowa mama (Rock & Roll Mom, TV)                            | Annie Hackett                           | Michael Schultz                  |
| 1988      | Golfiarze II (Caddyshack II)                                         | Elizabeth Pearce                        | Allan Arkush                     |
| 1988      | Ona będzie miała dziecko (She's Having a Baby)                       | w roli samej siebie                     | John Hughes                      |
| 1990      | Koniec niewinności (The End of Innocence)                            | Stephanie                               | Dyan Cannon                      |
| 1991      | Jailbirds (TV)                                                       | Rosie LaCroix                           | Burt Brinckerhoff                |
| 1992      | Święta w Connecticut (Christmas in Connecticut, TV)                  | Elizabeth Blane                         | Arnold Schwarzenegger            |
| 1993      | Ogóras (The Pickle, TV)                                              | Ellen Stone                             | Paul Mazursky                    |
| 1993      | Wymyślona historia (Based on an Untrue Story, TV)                    | Varda Gray                              | Jim Drake                        |
| 1996      | Ogóras (The Rockford Files, TV)                                      | Jess Wilding                            | Paul Mazursky                    |
| 1997      | Allie i ja (Allie & Me, TV)                                          | Christine Brown                         | Michael Rymer                    |
| 1997      | Robinsonowie z Beverly Hills (Beverly Hills Family Robinson, TV)     | Marsha Robinson                         | wg Johanna Davida Wyssa          |
| 1997      | Sprytne kocisko (That Darn Cat )                                     | Pani Flint                              | Bob Spiers                       |
| 1997      | Osiem głów w torbie (8 Heads in a Duffel Bag )                       | Annette Bennett                         | Tom Schulman                     |
| 1997      | Morska przygoda (Out to Sea)                                         | Liz LaBreche                            | Martha Coolidge                  |
| 1997–2000 | Ally McBeal                                                          | Sędzina Jennifer 'Whipper' Cone         |                                  |
| 1998      | Wysłanniczka (The Sender)                                            | Gina Fairfax                            | Roger Christian                  |
| 1998      | Dziewczyna jak diament (Diamond Girl, TV)                            | Abby Montana                            | Timothy Bond                     |
| 1998      | Black Jaq (TV)                                                       | Abby 'Bubblin' Browne                   | Forest Whitaker                  |
| 1999      | Pocałunek nieznajomego (Kiss of a Stranger)                          | Leslie                                  | Sam Irvin                        |
| 2001      | Trzy siostry (Three Sisters, serial TV)                              | Honey Bernstein-Flynn                   |                                  |
| 2003      | Kangur Jack (Kangaroo Jack)                                          | Anna Carbone                            | David McNally                    |
| 2004      | Po zachodzie słońca (After the Sunset)                               | w roli samej siebie w grze komputerowej | Brett Ratner                     |
| 2005      | Pora na romans (The Boynton Beach Bereavement Club)                  | Lois                                    | Susan Seidelman                  |
| 2008      | Pocałunek o północy (A Kiss At Midnight, TV)                         | Kay Flowers                             | Bradford May                     |